# Chester William New
Pour les articles homonymes, voir New.
Chester William New (9 octobre 1882-31 août 1960) est un historien canadien connu pour ses biographies sur Lord Durham et Henry Brougham.

## Biographie
New étudie à l'université de Toronto, à l'université McMaster et à l'université de Chicago. Il enseigne ensuite à l'université de Brandon au Manitoba à partir de 1913 et à l'université McMaster de 1920 à 1950 en tant que professeur et chef du département d'histoire.
Élu membre de la Société royale du Canada en 1937, il sert également comme président de la Société historique du Canada (en) de 1936 à 1937.
Il est candidat progressiste-conservateur défait dans Hamilton-Ouest lors de l'élection fédérale de 1945.